# غدد ليمفاوية نكفية عميقة
غدد ليمفاوية نكفية عميقة (بالإنجليزية: Intraglandular deep parotid lymph nodes)‏هي مجموعة من الغدد الليمفاوية وجدت داخل الغدة النكفية.